# Parafia Narodzenia Najświętszej Maryi Panny w Gorzowie Wielkopolskim
Parafia Narodzenia Przenajświętszej Bogurodzicy – parafia prawosławna w Gorzowie Wielkopolskim, w dekanacie Szczecin diecezji wrocławsko-szczecińskiej.
Na terenie parafii funkcjonuje 1 cerkiew:
- cerkiew Narodzenia Najświętszej Maryi Panny w Gorzowie Wielkopolskim – parafialna

## Historia
Pierwsze prawosławne nabożeństwo w Gorzowie Wielkopolskim odprawiono w Wielkanoc 1963 r. Wówczas też utworzono parafię. Na cerkiew zaadaptowano budynek przy ulicy Warszawskiej 65. W latach 1989–1995 wzniesiono przy ulicy Kostrzyńskiej nową cerkiew (konsekrowaną 21 września 1995) oraz pobudowano dom parafialny.

## Wykaz proboszczów
- 11.1962 – 29.03.1984 – o. hieromnich Atanazy (Sienkiewicz)
- 29.03.1984 – 27.10.2013[1] – ks. Bazyli Michalczuk
- 2013 – 15.02.2014 – ks. Jarosław Biryłko
- 16.02.2014 – 2020 – ks. Jarosław Szmajda[2]
- od 2020 – ks. Tomasz Mędrycki[3]